# ماكروبيوس
ماكروبيوس أمبروسيوس تيودوسيوس (باللاتينية: Macrobius Ambrosius Theodosius) هو سياسي ولغوي روماني عاش ما بين القرنين الرابع والخامس الميلادي. كتب باللغتين اللاتينية واليونانية. اشتهر بتأليفه لكتاب كومينتاري إن سومينيوم سكيبيونيس (تعليقات على حلم سكيبيو) وألذي تكلم عن كتاب سومينيوم سكيبيونيس لشيشرون. كان من أشهر المدافعين عن الوثنية والأفلاطونية المحدثة.